# Шмагіни
Шма́гіни (рос. Шмагины) — присілок у складі Слободського району Кіровської області, Росія. Входить до складу Шиховського сільського поселення.
Населення становить 6 осіб (2010, 13 у 2002).
Національний склад станом на 2002 рік — росіяни 92 %.